# Willemsoord (Steenwijkerland)
Willemsoord is een dorp in de gemeente Steenwijkerland, in de Nederlandse provincie Overijssel. Het had in 2023 zo'n 880 inwoners (inclusief buitengebied).
Het is gelegen ten noordwesten van Steenwijk. Onder Willemsoord valt ook de buurtschap Ronde Blesse. Samen met de buurtschap De Pol is het verenigd in het 'Dorpsbelang Willemsoord De Pol en Ronde Blesse', meestal gewoonweg afgekort tot 'Dorpsbelang Willemsoord'.
De Steenwijkerweg gaat op de grens met de provincie Friesland over in het grondgebied van het dorp De Blesse. Een klein deel van de bewoning van Willemsoord ligt ook op Fries grondgebied doordat de provinciegrens dwars door de landerijen gaat. De bewoning heeft officieel zelfs adressering van De Blesse terwijl deze aan de Steenwijkerweg van Willemsoord zijn gelegen. Zo ligt Willemsoord ook voor een klein deel in de gemeente Weststellingwerf.

## Geschiedenis

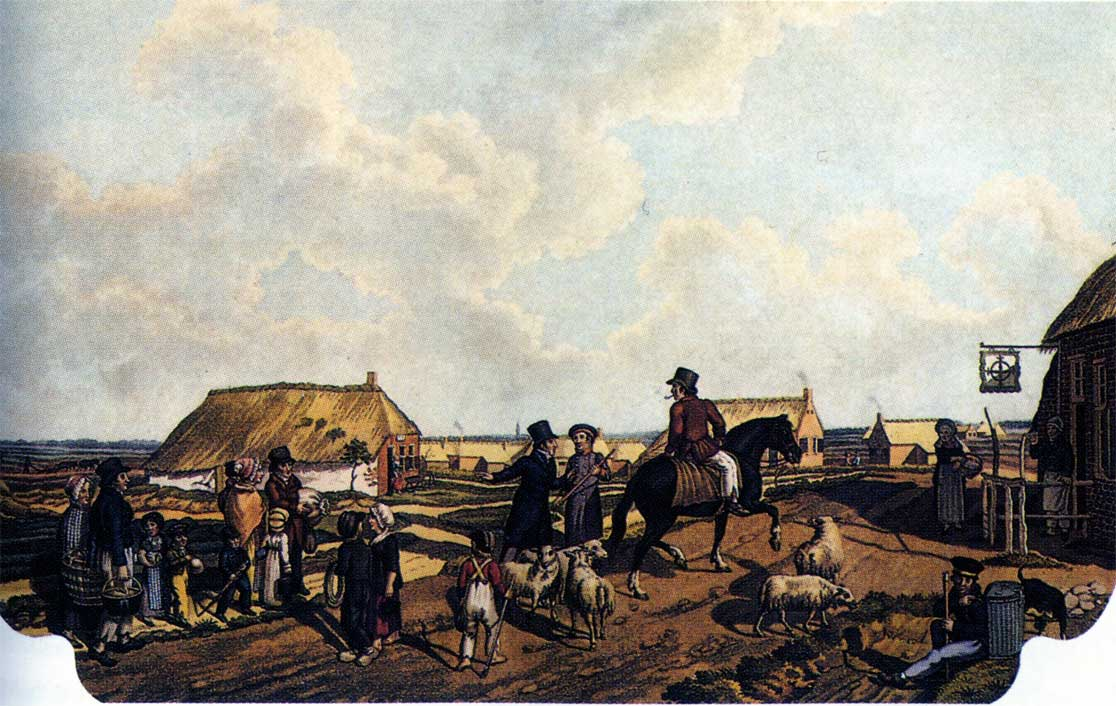
Kolonistenwoning in Willemsoord (Maatschappij van Weldadigheid),scan van een afbeelding in "Het vaderlandse geschiedenis boek" ISBN 90 400 8888 8

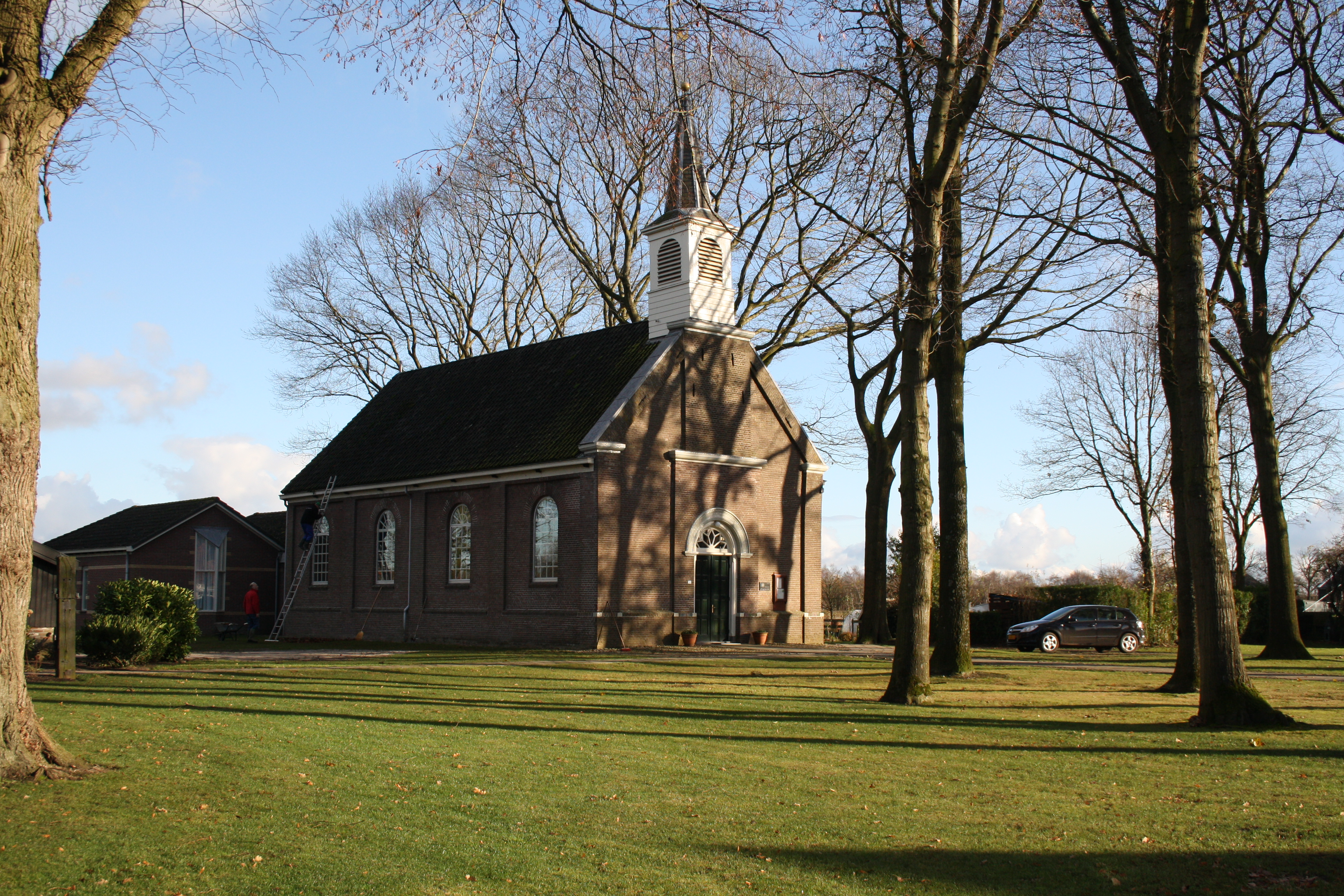
De hervormde kerk

Willemsoord is als kolonie voor arme stedelingen in 1820 gesticht door de Maatschappij van Weldadigheid. Er werd toen begonnen met de aanleg van wegen en de bouw van de eerste 100 huisjes voor de kolonisten. Daarnaast kwamen er grotere gebouwen zoals woningen voor de directeuren, een school met onderwijzerswoning en een spinzaal met washok. De benodigde grond was daarvoor gekocht van onder meer Het Heideveld Steenwijkerwold.
Generaal Johannes van den Bosch was de geestelijk vader van de plannen om de koloniën Frederiksoord, Wilhelminaoord en Willemsoord te stichten om kansarme gezinnen uit het westen van Nederland de gelegenheid te bieden een nieuw bestaan op te bouwen. De kolonisten kregen een woning met een hectare grond, er werd voorzien in hun onderhoud, er was geneeskundige hulp, alsmede godsdienst- en schoolonderwijs. Dankzij de contributie van een flink aantal redelijk gefortuneerde Nederlanders konden de leefomstandigheden van die lagere volksklassen aanzienlijk verbeterd worden. Het Huis van Oranje was geïnteresseerd in de plannen. De kroonprins van Oranje, de latere Koning Willem II, gaf Willemsoord zijn naam. Willem betaalde de bouw van de school en onderwijzerswoning; de kosten bedroegen 1400 gulden voor de realisatie van beide gebouwen.
Het regiem van de Maatschappij was streng. "Iedere kolonie", aldus de Maatschappij van Weldadigheid op 29 september 1820, "zal worden afgedeeld in wijken van 20 tot 30 huizen: over iedere wijk wordt een wijkmeester gesteld". En vanaf dat moment bestaat in alle koloniën van de Maatschappij het verschijnsel wijkmeester. Met enerzijds de taak "de kolonisten in den veldarbeid te onderwijzen", en anderzijds te "zorgen voor een goede policie in hunne wijken". De jeugd ging zes dagen per week naar school. Willemsoord telde een relatief groot aantal opleidingen naast de lagere school. Zo was er nabij het centrum een naai- en breischool alsmede een tekenschool. De jeugd kon ook opgeleid worden in verschillende takken van nijverheid. Zo was er een zakkenweverij, een touwbaan, een timmerwinkel en een verfwinkel, terwijl de bos- en landbouw de jeugd perspectief bood om op de administratie van de Maatschappij terecht te komen. Maar Willemsoord kende ook een eigen landbouwvakschool die op de Ronde Blesse was gesitueerd: de Gerard Adriaan van Swieten Tuinbouwschool. De Maatschappij bezat in de directe omgeving ook drie grote boerderijen, de Hoeve Utrecht, de Hoeve Amsterdam en de Hoeve Generaal van den Bosch. Op die manier was er voldoende grond beschikbaar voor het aanleggen van proefvelden voor de studenten. Verder waren een veearts, stoomzuivelfabriek en een ontromingsfabriek binnen handbereik.
Het eerste kerkgebouw dat in de drie vrije koloniën werd gesticht was bestemd voor de joodse kolonisten. Die gezinnen werden in het noordoostelijke deel van de kolonie Willemsoord (op De Pol) gehuisvest en dat gebied kreeg in de volksmond de naam Jodenhoek. Er werd later (1837) ook een Israëlitisch bijschooltje gebouwd samen met een kleine synagoge. In 1860 woonden er nog 24 joodse gezinnen in de kolonie Willemsoord. De Nederlands-hervormde kerk aan de Steenwijkerweg in Willemsoord werd in januari 1855 ingewijd.

## Bijzondere kenmerken van Willemsoord
Cecilia Kloosterhuis noemt in haar boek De bevolking van de Vrije Koloniën der Maatschappij van Weldadighei onder meer de gangbare spreektaal die dicht bij het Algemeen Beschaafd Nederlands lag, omdat zij "geïmporteerd" was door de stedelingen uit het Westen. “Maar ook de omgangsvormen in het dorp speelden een rol in het anders zijn. Kinderen werden van jongs af aan orde en regels gewend en strenger opgevoed dan elders”, aldus de vrouw naar wie in Willemsoord een straat werd vernoemd. Over de vormgeving van het dorp concludeert ze: "Het strakke van de aanleg, de ontzettende regelmaat in de verkaveling, de eentonigheid van de vrijwel gelijke koloniehuisjes op honderd meter afstand van elkaar langs de kaarsrechte wegen. Alles monotoon, zelfs de houtwallen. Geen verrassing, geen kronkelweggetjes". Het dorp telde een kerk, school, postkantoor, een café en een spoorwegstationnetje. Er waren een paar winkels, een bakkerij, smederij, een klein zuivelfabriekje, de molen, een mandenmakerij, een eigen dokter en vroedvrouw. Er was eigen koloniegeld in omloop. Het dorp beschikte over een gebouw voor educatie en ontspanning dat Ons Gebouw werd genoemd.
Na de Tweede Wereldoorlog, rond 1960, kreeg Willemsoord een ander gezicht. Tussen Paasloregel en de beek De Reune werd een nieuw woonwijkje gebouwd, later gevolgd door de nieuwe woningen in het zuidwesten van het dorp. Eind jaren 1980 werd de snelweg A32 aangelegd. De basisschool moest uitbreiden om de aanwas van leerlingen te kunnen verwerken. Er kwam een multifunctioneel centrum dat de naam ’t Koloniehuus kreeg.
In het dorp werd Klonisch gesproken, Hollands met Nedersaksische en Standaardnederlandse invloeden.